# Louis Rosenfeld
Louis B. Rosenfeld (* ca. 1965) ist ein US-amerikanischer Informationsarchitekt, Berater, Autor und Verleger, bekannt als Co-Autor des Buchs Information Architecture for the World Wide Web.

## Leben
Rosenfeld erwarb seinen B.A. in Geschichte 1987 an der University of Michigan und 1990 seinen Master in Bibliothekswissenschaft an der University of Michigan School of Information.
Zusammen mit Peter Morville war er Mitbegründer von Argus Associates, einem der ersten Unternehmen, das sich ausschließlich der Praxis der Informationsarchitektur widmete. Mit Christina Wodtke gründete Rosenfeld 2002 das Information Architecture Institute und war Mitglied des Beirats. 2005 gründete er Rosenfeld Media, einen Verlag für User-Experience-Titel. Er war außerdem Mitbegründer des User Experience Network (UXnet).

## Veröffentlichungen
- Louis Rosenfeld, Morville, Peter, and Jorge Arango. Information architecture for the World Wide Web: For the Web and Beyond. O’Reilly Media, Inc., 2015.
- Louis Rosenfeld. Search Analytics for Your Site: Conversation With Your Consumers. 2011
- Morville, P., Janes, J., Rosenfeld, L., Candido, G. A., Rosenfeld, L. B., & Decandido, G. A. (1999). The Internet Searcher's Handbook: Locating Information, People, and Software. Neal-Schuman Publishers, Inc.

- Rosenfeld, Louis. „Moment Prisons, and How to Escape Them.“ Medium (2019).
- Rosenfeld, Louis. „Seeing the Elephant: Defragmenting User Research.“ A List Apart (2013).
- Rosenfeld, Louis. „Information architecture: looking ahead.“ Journal of the American Society for Information Science and technology 53.10 (2002): 874-876.
- Janes, Joseph W., and Louis B. Rosenfeld. „Networked information retrieval and organization: Issues and questions.“ Journal of the American Society for Information Science 47.9 (1996): 711-715.